# Feels like Tonight
Feels like Tonight is een nummer van de Amerikaanse rockband Daughtry uit 2008. Het is de zesde single van hun titelloze debuutalbum.
Zanger Chris Daughtry wilde het nummer aanvankelijk niet opnemen, maar nadat hij dat toch deed, was hij toch tevreden met de opname. "Feels like Tonight" werd een bescheiden hit in Amerika. Het bereikte de 24e positie in de Amerikaanse Billboard Hot 100. Buiten Noord-Amerika wist het nummer enkel in Duitsland de hitlijsten te bereiken.